# Planodema granulata
Planodema granulata là một loài bọ cánh cứng trong họ Cerambycidae.